# نضم تتري

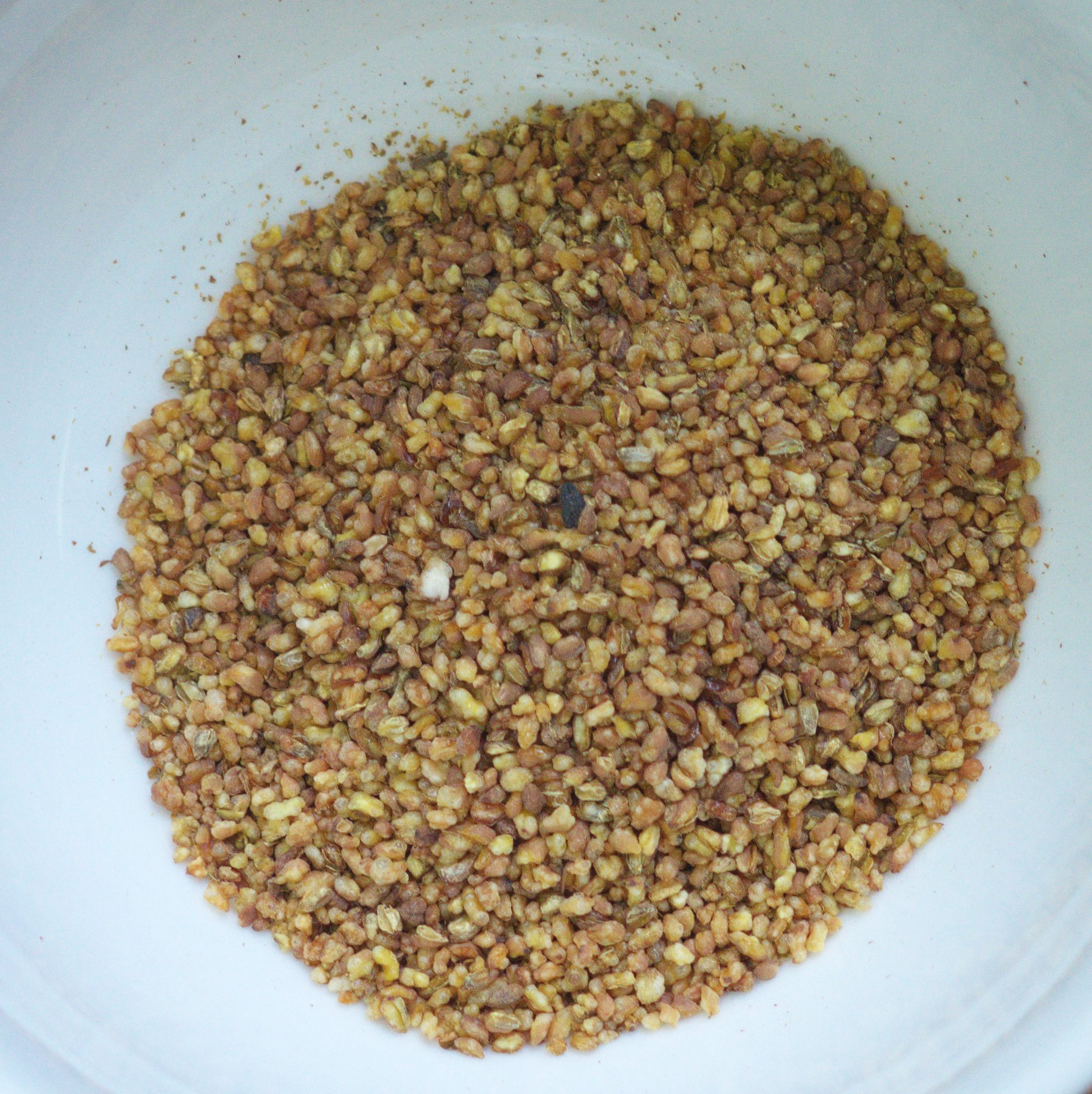
بذور الحنطة التترية

نضم تتري  أو حنطة تترية أو سرازان تتري أو نَضَم هندي أو قمح البقر الهندي (الاسم العلمي Fagopyrum tataricum)،
هو النجيلي الوحيد، إلى جانب الحنطة السوداء، الذي لا ينتمي إلى فصيلة النجيليات بل إلى البطباطيات.
وهو نبات زراعي عَلفيّ وطبي. ساقه مُنتصبة فرعاء. أوراقه قلبية النصل. ازهاره مصفرة اللون الأخضر.
بزوره سمراء اللون، غزيرة المادة الغذائية.

## المركبات
حوامض أمينية ثمينة، مواد نشوية ودهنية، أملاح معدنية، كالسيوم
أكثر مما في القمح، فوسفور، مغنسيوم... وهو طاقِيّ وحامٍ وِعائيّ بفضل الروتين، ومُمَعِدن.